# HTTP 402
HTTP 402，又稱“所需付款”（Payment Required），是超文本传输协议中的一個HTTP状态码。它是互联网工程任务组在RFC 7231規範中定義的HTTP/1.1協定的一部分。

## 描述
HTTP 402狀態碼表示客戶端必須付費才能存取所請求的資源。

## 實驗性
HTTP狀態碼402目前被歸類為HTTP協定內的實驗代碼。

## 回應表示方式
HTTP402回應會附帶請求主體，該請求主體向客戶端提供關於付款要求的附加資訊。

## 與其他狀態碼的關係
HTTP 402狀態碼不應與更常用的403 Forbidden狀態碼混淆。雖然這兩個狀態碼都表示對資源的存取受到限制，但區別在於限制的原因。402狀態明確表示需要付費，而403狀態碼則表示由於其他原因（例如權限不足或身份驗證失敗）而禁止存取。